# Fairfield Heights
Fairfield Heights är en ort i Australien. Den ligger i kommunen Fairfield och delstaten New South Wales, i den sydöstra delen av landet, omkring 25 kilometer väster om delstatshuvudstaden Sydney. Antalet invånare är 6 649.
Närmaste större samhälle är Liverpool, nära Fairfield Heights. 